# Treze de Maio
Treze de Maio är en kommun i Brasilien.   Den ligger i delstaten Santa Catarina, i den södra delen av landet, 1 400 km söder om huvudstaden Brasília. Antalet invånare är 6 877.
I omgivningarna runt Treze de Maio växer i huvudsak städsegrön lövskog. Runt Treze de Maio är det ganska tätbefolkat, med 104 invånare per kvadratkilometer.